# As Formas Elementares da Vida Religiosa
As Formas Elementares da Vida Religiosa (em francês:  Les formes élémentaires de la vie religieuse) é um livro escrito pelo sociólogo francês Émile Durkheim em 1912. Estudando as religiões de tribos aborígenes da Austrália  Durkheim faz uma análise da religião como simples fenômeno social e atribui o desenvolvimento da religião à segurança emocional proporcionada pela vida em comunidade.
Durkheim tinha por objeto de estudo compreender a origem das diversas religiões. Segundo ele, o homem é um ser religioso e sempre será. Por isso seu desejo de investigar e explicar a origem das religiões. Para ele, era possível comparar as religiões porque elas possuíam elementos comuns. Segundo ele, uma religião é um sistema solidário de crenças seguintes e de práticas relativas a coisas sagradas, ou seja, separadas, proibidas; crenças e práticas que unem na mesma comunidade moral, chamada igreja, todos os que a ela aderem. Em, “As Formas Elementares da Vida Religiosa” ele faz uma análise das religiões primitivas australianas, explicando que são nas religiões mais simples onde se podem encontrar elementos comuns de todas as religiões, até mesmo as mais atuais. Para que uma religião seja a primitiva, elas devem conter dois elementos fundamentais:[carece de fontes?]
1. “Sua organização não seja ultrapassada por nenhuma outra em simplicidade”.
2. “Deve-se explicá-la sem fazer intervir nenhum elemento tomado de religião anterior”.[carece de fontes?]
Para ele, as religiões são fruto da ação social, produto da sociedade, e que as mesmas “exprimem realidades coletivas” e “se destinam a promover, a manter, ou a refazer certos estados mentais desses grupos” (DURKHEIM, 2003 o.c. p. 38). Ou seja, a Religião é o conjunto das atitudes e atos pelos quais o homem manifestava sua dependência em relação a seres sobrenaturais. O homem idealiza a religião, mas expressa uma realidade concreta, sendo assim ela não é fantasiosa, mas real. Ele estuda as religiões primitivas por dois motivos:[carece de fontes?]
(i) satisfazem as mesmas necessidades, desempenham o mesmo papel, dependem das mesmas razões, e podem ser usadas para expressar a natureza da vida religiosa.
(ii) A sua evolução explicaria as religiões atuais.[carece de fontes?]
Assim, ele procurava analisar a realidade social da religião australiana, considerada, por ele, a mais primitiva que já existiu. Ele via a religião como representações coletivas. Estas se originam nas comunidades e incluem as categorias mais básicas do pensamento humano, tais como causalidade, tempo e espaço. Essas representações coletivas, embora inicialmente de conteúdo religioso, constituíam o paradigma de todas as formas avançadas do conhecimento teórico. Em seu relato sobre religião e a manifestação das representações coletivas, era essencial separar o profano do sagrado. Segundo ele, o fenômeno religioso divide-se em: o sagrado e o profano. A religião nasce a partir do momento que há uma diferença entre o sagrado e o profano. É sagrado, tudo aquilo que está ligado ao sobrenatural: magia, mitos, crenças. É profano tudo o se refere ao fator natural, biológico, normal. Sendo a religião uma representação das necessidades reais de uma sociedade, cabia a ciência descobrir qual era seu verdadeiro significado. Quando isso acontecesse então, seria possível conhecer os elementos comuns a todas elas. Seria possível criar uma religião geral. A conclusão geral do livro é que a religião é algo eminentemente social. A religião era importante para Durkheim como exemplo de representações coletivas compartilhadas, como não há prova da existência de um deus, a analisava como ferramenta social. Ele via a religião como portadora de uma função integradora, capaz de manter a solidariedade social. Para ele, os rituais, as cerimônias e a fé são elementos comuns e imutáveis que estão presentes em todas as religiões.[carece de fontes?]

## Edições e traduções
- Elementary Forms of The Religious Life: Newly Translated By Karen E. Fields.  ISBN 0029079373
- The Elementary Forms of Religious Life (Oxford World's Classics): Translated by Carol Cosman.  ISBN 0199540128

- «The elementary forms of the religious life, a study in religious sociology» (em inglês). Edição de 1915